# Segle XXII
El segle XXII és el segle vinent. Formalment, comprèn els anys que es troben entre 2101 i 2200, ambdós inclusivament.

## Prediccions astronòmiques

### Llista dels principals eclipsis totals de Sol
- 3 de juny de 2114: Eclipsi total de Sol[1] (6 min 32 s), del saros 139.
- 13 de juny de 2132: Eclipsi total de Sol[2] (6 min 55 s), del saros 139.
- 25 de juny de 2150: Eclipsi total de Sol[3] (7 min 14 s), del saros 139. Excedirà els 7 minuts de totalitat, cosa que succeirà per primera vegada en 177 anys: la darrera vegada que va succeir va ser el 30 de juny de 1973, quan el prototipus de l'avió supersònic Concorde seguí la zona de totalitat durant 73 minuts.
- 5 de juliol de 2168: Eclipsi total de Sol[4] (7 min 26 s), del saros 139.
- 16 de juliol de 2186: Eclipsi total de Sol[5] (7 min 29 s), del saros 139, “coronant” aquesta sèrie. Aquest eclipsi estarà olt a prop de la màxima durada teòrica d'aques fenomen, i será l'eclipsi més llarg en 10.000 anys; des del 4000 aC fins al 6000 de la nostra era[6]

### Altres fenòmens i successos
- 4 de maig de 2102: l'asteroide anomenat 2004 VD17, descobert el 7 de novembre de 2004, amb un diàmetre d'uns 500 metres i una massa estimada de diversos centenars de milions de tones, podria entrar en col·lisió amb la Terra. La probabilitat estimada d'aquest xoc és d'1 entre 63 000 (0,001%). Actualitzada a una probabilitat d'impacte d'1 entre 41.667 milions.
- 10 de desembre de 2117: es produeix un trànsit de Venus.
- 21 d'agost de 2104: Venus ocultarà Neptú.
- 2107, 31 de desembre: límit de les dates compatibles amb els sistemes d'arxius FAT.
- 15 d'abril de 2112: es compliran 200 anys de l'enfonsament del R.M.S. Titanic
- 21 de desembre de 2112: la representació numérica de les 21 hores i 12 minuts d'aquest dia configura un curiós palíndrom de dotze xifres: 21:12.21.12.2112. El palíndrom anterior succeí el 20:02.20.02.2002.
- Agost de 2113: primera vegada que Plutó arribarà al seu afeli des que va ser descobert aquest planeta nan.
- 11 de desembre de 2117: trànsit de Venus.
- 2123: triple conjunció Mart-Júpiter.
- 14 de septiembre de 2123: a las 15:28 UTC, Venus ocultará a Júpiter.
- 8 de desembre de 2125: Trànsit de Venus.
- 29 de juliol de 2126: a 16:08 UTC, Mercuri ocultarà Mart.
- 10 de març de 2130: a 07:32 UTC, el Sol passarà pel baricentre del sistema solar.
- 3 de desembre de 2133: a 14:14 UTC, Mercuri ocultarà Venus.
- Març de 2134: el cometa de Halley tornarà de nou al seu periheli (ingressa en el sistema solar intern).
- 2148: triple conjunció Marte-Saturn.
- 2160: alguns científics creuen que les persones que hagin nascut el 2010 estaran vives en aquesta data.[7]
- 2170: triple conjunció Mart-Júpiter.
- 2178: donat que el període de revolució de Plutó és de 248 anys terrestres, aquest any es compleix el primer «aniversari plutonià» del descobriment del planeta nan, el 1930.
- 24 de setembre de 2182: l'asteroide anomenat (1999) RQ36, descobert el 1999, amb un diàmetre d'uns 560 metres, podria col·lidir amb la Terra. La probabilitat estimada d'això és d'1 entre 1429 (0,07%).
- 2185: triple conjunció Mart-Saturn.
- 2187: triple conjunció Mart-Saturn.
- 2 de setembre de 2197: Venus ocultarà Spica; la darrera ocultació de Spica per Venus va ser el 10 de novembre de 1783.

## Ciència-ficció
- 2103: segons Star Trek es colonitza Mart.
- 2104: és quan succeeixen els fets de la pel·lícula A. I.: intel·ligència artificial; després fa un salt al 4104, quan la Terra es troba en el període postextinció humana.
- 2105, 17 de setembre: en la sèrie de televisió Time Warp Trio, Joe, Sam i Fred es troben amb les seves vesnétes Jodie, Samantha i Freddi.
- 2105, les tortugues ninja lluiten contra els delictes en la sèrie d'animació Teenage Mutant Ninja Turtles: Fast Forward.
- 2108: Astro Boy.
- 2109: Marte XXIII, de Jordi Sierra i Fabra. Els personatges viuen en una realitat virtual marciana el 2227, però en realitat tot succeeix el 2109.
- 2110: segons la pel·lícula WALL-E (2008) de Pixar, la Terra llança un senyal de perill per a tots els seus pilots, avisant que els nivells de toxicitat del planeta han tornat la vida insostenible, i otes les naus espacials han de romandre a l'espai.
- 2110: The Mirrored Heavens, de David J. Williams.
- 2110: el show Mission: 2110.
- 2112: època on se situa la història de la cançó 2112 del grup de rock progressiu Rush.
- 2112 (3 de setembre): neix el personatge Doraemon, de la sèrie homònima.
- 2114 a 2193: es desenvolupa el comunisme a la Terra, segons la sèrie de novel·les Univers Migdia d'Arkady i Boris Strugatsky.
- 2117: It's Such a Beautiful Day, d'Isaac Asimov.
- 2118 (UC 0073): segons la sèrie d'animé Mobile Suit Gundam, en la colònia espacial Side3 es completa el primer vestit mòbil.
- Finals dels anys 2110: on passen els fets de la sèrie d'animació Exosquad.
- 2121 a 2124: anys on se situa la sèrie de llibres La clau del temps.
- 2121: any del qual provenen els personatges de la sèrie Phil del futur, de Disney Channel. Els Diffys (personatges principals) provenen del 2121.
- 2122: any on se situen els fets de la pel·lícula Alien, el vuitè passatger.
- 2124 (UC 0079), 3 de gener: segons la sèrie d'animé Mobile Suit Gundam, comença la Guerra de'Un Año.
- 2130: és quan hi ha els fets de la pel·lícula Judge Dredd, amb Sylvester Stallone.
- 2130: origen del viatger del temps que cerca el seu ancestre el 1980, segons The Flipside of Dominick Hide.
- 2131 i 2135: Solstice Butterfly, de Jerald Beltran (J.I.O, Culture Crash).
- 2131: any en el qual la nau espacial Rama ingressa al sistema solar, segons la novel·la Cita amb Rama d'Arthur C. Clarke.
- 2135: El joc de l'Ender, d'Orson Scott Card.
- 2136: comencen els fets de Methuselah's Children, de Robert A. Heinlein.
- Crisis in 2140 (convertida en la sèrie Null-ABC), de H. Beam Piper i John J. McGuire.
- Transcorre la saga de videojocs Earth 2140 a Earth 2160.
- 2141: Dirty pair, de Haruka Takachiho, succeeix entre 2138 i 2143
- 2142: any de la trama del joc Battlefield 2142 (de la saga Battlefield), on es relata l'inici de la Tercera Guerra Mundial.
- 2142: comencen els successos de la sèrie FTL Newsfeed, de SciFi Channel.
- 2142: els fet de Sky Blue.
- 2142: Wonderful days, pel·lícula de ciència-ficció animada sud-coreana.
- 2144: primer aterratge amb èxit a Venus, segons The Outward Urge, de John Wyndham.
- 2145: els fets de Captain Power.
- 2149: els fets de Captain Video.
- 2149: els fets del primer capítol de la sèrie de televisió Terra Nova
- 2150: Daleks' Invasion Earth: 2150 A.D., adaptació de la segona sèrie de Doctor Who.
- Anys 2150: on es desenvolupen els fets de la sèrie Star Trek: Enterprise.
- 2151: Hyperdrive, una comèdia britànica que presenta les aventures de la tripulació del HMS Camden Lock.
- 2151: segons Star Trek: Enterprise, es llença l'Enterprise, es contactarà amb les cultures klingon, andorians i romulans.
- 2153: segons Star Trek: Enterprise, una zona de la Terra entre Florida i Veneçuela és devastada per un atac extraterretre; hi moren 7 milions de persones.
- Mitjans del segle XXII: neixen molts personatges de la sèrie de televisió Red Dwarf.
- 2154: de maig a agost s'hi desenvolupen els fets de la pel·lícula Avatar (2010), segons els videologs del personatge Jake Sully.
- 2157: The Fun They Had, d'Isaac Asimov.
- 2158: s'estableix la Burocràcia Central de Futurama.
- 2169: el personatge Pickman Carter repel·leix les hordes mongoles cap fora d'Austràlia, segons Through the Gates of the Silver Key, de H. P. Lovecraft.
- 2171-2184: Moving Mars, de Ben Bova.
- 2173: els fets de Sleeper, pel·lícula de Woody Allen.
- 2176: Fantasmes de Mart (Ghosts of Mars), de John Carpenter.
- 2179: any dels fets relatats a les pel·lícules Aliens i Alien 3.
- 2183: any de la tram del joc Mass Effect.
- 2188: comença The Cat Who Walks Through Walls, de Robert A. Heinlein.
- 2189: es fa el viatge en el temps a 1989 en l'obra de ciència-ficció Indoctrinari (1970), la primera novel·la de Christopher Priest (1943–).
- 2194: The Ear, the Eye, and the Arm, de Nancy Farmer.
- 2196: la sèrie còmica de ciència-ficció Martian Successor Nadesico.
- 2199 (9 d'octubre): en la sèrie d'anime Space Battleship Yamato.
- 2199: segons la pel·lícula The Matrix, el protagonista Neo descobreix que tot el que ell creia realitat és només una simulació d'ordinador, ambientada en l'any 1999. Presumiblement, només les màquines saben les dates exactes.